# مثل یک قصه
مثل یک قصه فیلمی به کارگردانی و نویسندگی خسرو سینایی محصول سال ۱۳۸۵ است.

## خلاصه داستان
در آغاز تجاوز عراق به ايران، يك افسر مجروح و دو سرباز جوان عراقي راه گم مي كنند و در داخل خاك ايران به دنبال سرپناهي مي گردند. كلبه اي را مي يابند كه در آن پيرمردي كه خادم يك امامزاده است با همسر و نوه اش زندگي مي كنند. پسر پيرمرد به جبهه رفته است. سه عراقي به داخل كلبه مي روند. افسر عراقي با پيرمرد ميزبان و نوه اش رفتاري بسيار نامتعادل و خشن دارد، اما يكي از سربازهاي عراقي معتقد است كه جنگ جنگ است اما خارج از ميدان جنگ مي توان رفتاري انساني داشت. ميان سرباز جوان و نوه نوجوان پيرمرد دوستي ناگفته اي شكل مي گيرد

## بازیگران
- سلیمه رنگزن
- رمضان امیری
- سعد ادهم
- احمد افضلی
- مجتبی اسودیان
- امیر دشتیان